# ذلب ثلاثي الأحزمة
ذلب ثلاثي الأحزمة أو حرق أو دنق (الاسم العلمي: Sansevieria trifasciata) هو نوع من النباتات يتبع جنس الذلب من الفصيلة الهليونية.